# Mike Todd
Michael Todd (22. juni 1909 – 22. marts 1958) var en amerikansk teater- og filmproducer, bedst kendt for filmen Jorden rundt i 80 dage fra 1956, som vandt en Oscar for bedste film. Han er også kendt som en af Elizabeth Taylor's ægtemænd.